# Hyper-Kamiokande

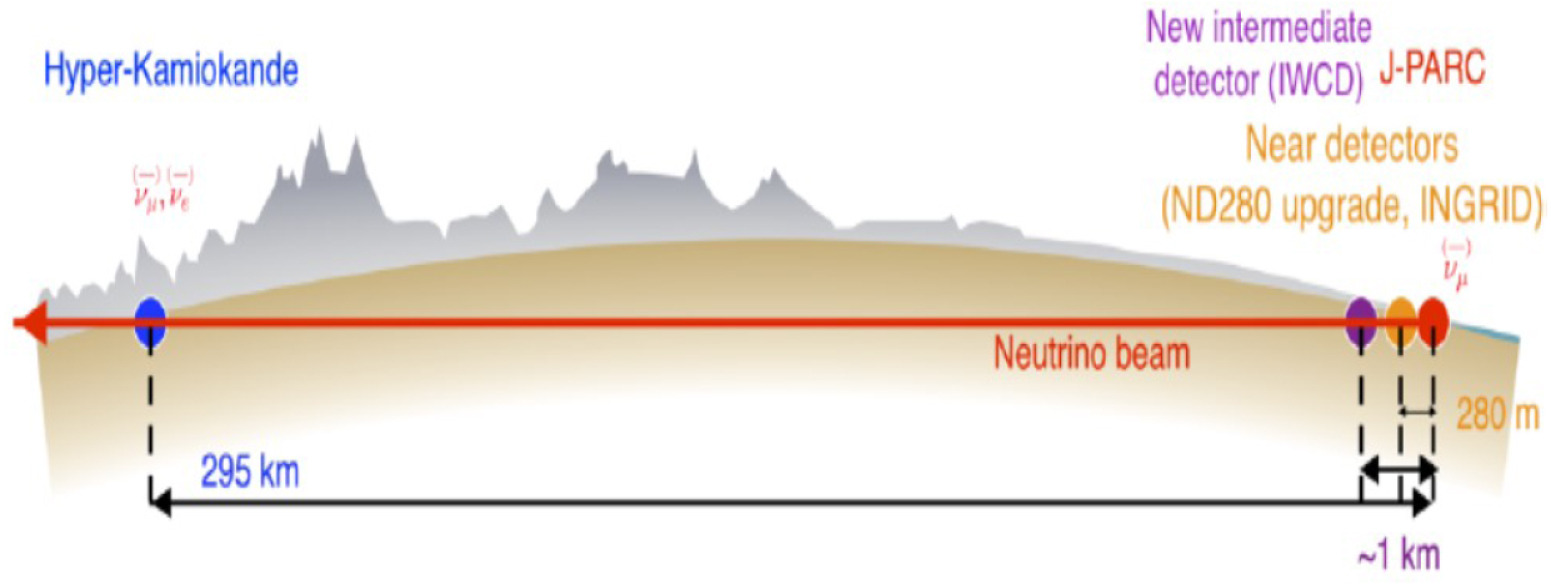
Panoramica dell'esperimento Hyper-Kamiokande

Hyper-Kamiokande (chiamato anche Hyper-K o HK) è un esperimento di neutrini in costruzione, condotto in Giappone dalla collaborazione di istituti di oltre 20 paesi di sei continenti. In Italia l'esperimento è finanziato dall'Istituto Nazionale di Fisica Nucleare. Come successore degli esperimenti Super-Kamiokande (anche Super-K o SK) e T2K, è progettato per cercare il decadimento dei protoni e rilevare neutrini da fonti naturali come la Terra, l'atmosfera, il Sole e il cosmo, nonché per studiare le oscillazioni dei neutrini del fascio di neutrini da acceleratore.:6,20–28 L'inizio della raccolta dei dati è previsto per il 2027.
L'esperimento Hyper-Kamiokande sarà situato in due luoghi: 
- Il fascio di neutrini sarà prodotto nel complesso di acceleratori J-PARC[6] (36°26′42″N 140°36′21.6″E) e studiato dall'insieme di rivelatori vicini e intermedi situati nel villaggio di Tōkai, nella prefettura di Ibaraki, sulla costa orientale del Giappone.[4]:31
- Il rivelatore principale, Hyper-Kamiokande (HK), è in costruzione sotto la vetta del monte Nijuugo nella città di Hida, nella prefettura di Gifu, nelle Alpi giapponesi (36°21′20.105″N 137°18′49.137″E[4]:56). Il rivelatore HK sarà utilizzato per la ricerca di decadimenti di protoni, per studi sui neutrini provenienti da sorgenti naturali e servirà come rivelatore lontano per la misura delle oscillazioni dal fascio di neutrini di J-PARC alla distanza corrispondente al primo massimo di oscillazione.[4]:53–56[7]

Sia l’esperimento nel suo complesso che il rivelatore si chiamano con lo stesso nome.

## Programma di fisica

### Oscillazioni di neutrino da acceleratore ed atmosferici
Le oscillazioni dei neutrini sono un fenomeno quanto meccanico nel quale i neutrini cambiano il loro sapore (gli stati di sapore sono νe, νμ e ντ) mentre si muovono, a causa del fatto che gli stati di sapore sono una miscela degli autostati di massa (ν1, ν2 e ν3, con masse m1, m2 e m3 rispettivamente). Le probabilità di oscillazione dipendono da sei parametri fenomenologici:
- Tre angoli di mixing (θ12, θ23 e θ13) che governano il mixing fra stati di massa e sapore
- Due differenze dei quadrati delle masse (∆m212 e ∆m232, dove ∆m2ij = m2i - m2j)
- Una fase (δCP) responsabile della asimmetria fra materia ed antimateria (violazione della simmetria di CP) nelle oscillazioni

e due parametri che sono ottimizzati per un particolare esperimento:
- L’energia del neutrino
- La distanza attraversata dai neutrini alla quale le oscillazioni sono misurate (baseline)[8]:285–311[4]:20–23

Continuando gli studi effettuati dall'esperimento T2K, il rivelatore lontano HK misurerà gli spettri energetici dei neutrini elettronici e muonici nel fascio (prodotti a J-PARC come un fascio di neutrini muonici quasi del tutto puro) confrontandoli con le previsioni nel caso di assenza di oscillazioni, che sono inizialmente calcolate basandosi sul flusso di neutrini e i modelli di interazioni nucleari e raffinate dalle misure dei rivelatori vicini e intermedi (abbastanza vicini da non risentire delle oscillazioni). Per l’energia di picco del fascio di neutrini di HK/T2K (600 MeV), la distanza col rivelatore distante (295 km) corrisponde al primo massimo di oscillazione, calcolato sulle oscillazioni dei neutrini atmosferici e quindi con il loro ∆m232. Il fascio di neutrini di J-PARC sarà operato separatamente ottimizzando la produzione di neutrini ed antineutrini, ovvero le misure di oscillazione in ciascuno dei due modi fornirà informazioni sulla probabilità di sopravvivenza degli (anti)neutrini muonici (Pνμ→νμ e Pνμ→νμ rispettivamente) e la probabilità di apparizione degli (anti)neutrini elettronici (Pνμ→νe e Pνμ→νe rispettivamente), dove Pνα→νβ è la probabilità che un neutrino originariamente di sapore α sia rivelato nel rivelatore lontano come un neutrino di sapore β.:202–224

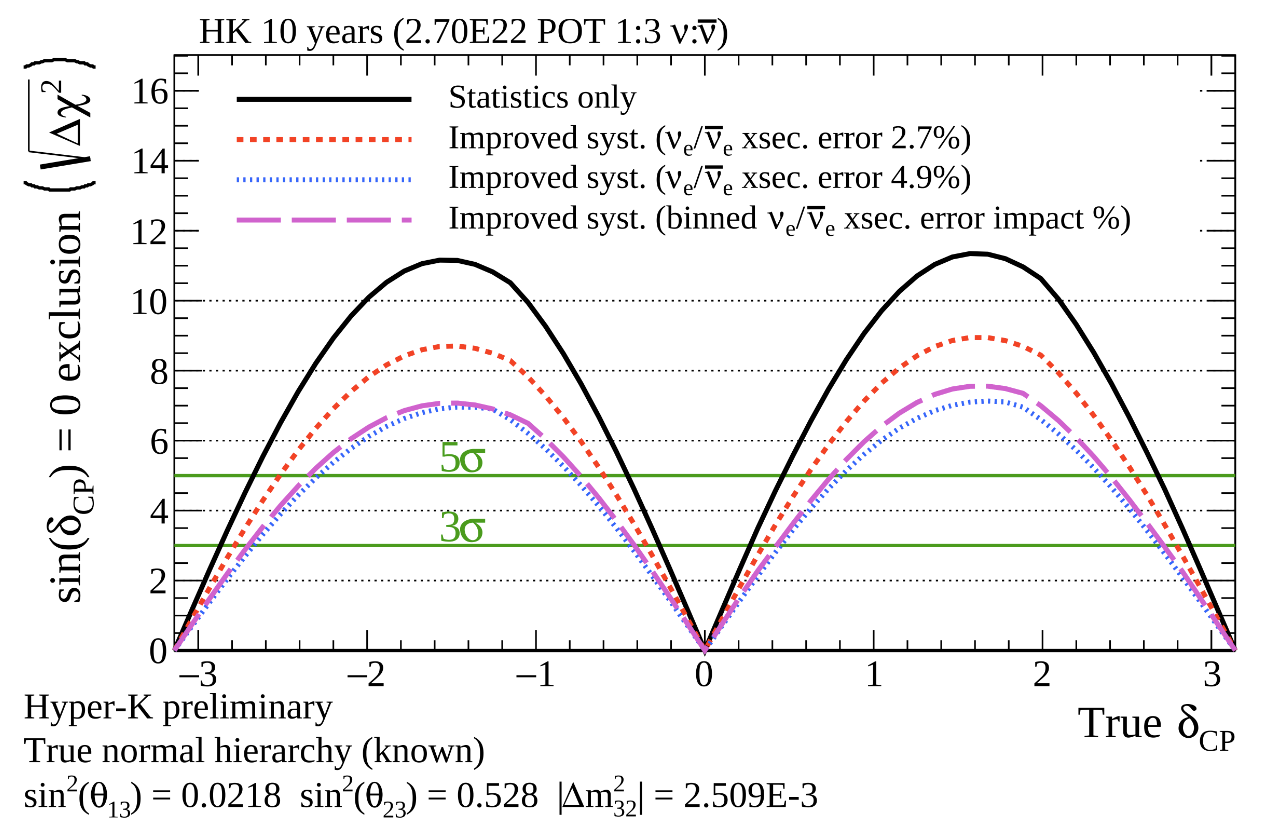
Capacità di Hyper-K di escludere la conservazione di CP calcolata in funzione del valore vero di δ_{CP}

Il confronto delle probabilità di apparizione di neutrini ed antineutrini permette di misurare la fase δCP. I valori di δCP variano da −π a +π (da −180° a +180°), e i valori di 0 e ±π corrispondono alla conservazione della simmetria di CP. In 10 anni di presa dati, ci si aspetta che HK possa rivelare che la simmetria di CP sia violata nelle oscillazioni di neutrino ad un livello di confidenza di 5σ, o meglio, per il 57% dei possibili valori di δCP. La violazione di CP è una delle condizioni necessarie per produrre l’eccesso di materia sull’antimateria nell’Universo primordiale, per cui il nostro Universo è costituito da sola materia. I neutrini da acceleratore saranno anche utilizzati per migliorare la precisione degli altri parametri di oscillazione |∆m232|, θ23 e θ13, come anche permetteranno studi sulle interazioni di neutrino con la materia.:202–224
Per determinare la gerarchia di massa dei neutrini (ovvero se l’autostato di massa ν3 è più leggero o più pesante di ν1 e ν2), che equivale a misurare il segno del parametro ∆m213, le oscillazioni devono essere osservate mentre i neutrini attraversano la materia. Con il fascio di neutrini di HK (295 km, 0.6 GeV), gli effetti di materia sono piccoli e quindi la sensibilità alla gerarchia di massa è ridotta. Hyper-Kamiokande avrà comunque una buona sensibilità alla gerarchia di massa perché è in grado di misurare i neutrini atmosferici, creati da raggi cosmici che interagiscono con l’atmosfera terrestre, producendo neutrini ed altre particelle. Questi neutrino sono prodotti in tutti i punti dell'atmosfera, per cui arrivano ad Hyper-Kamiokande dopo aver viaggiato attraverso una grande varietà di distanze attraverso la materia (da poche centinaia di metri fino al diametro della Terra). Questi campioni di neutrini atmosferici possono essere utilizzati per determinare il valore del segno del parametro ∆m213.:225–237
Infine l’analisi delle oscillazioni dei neutrini da acceleratore ed atmosferici può fornire la misura più sensibile dei parametri δCP, |∆m232|, segno di ∆m232, θ23 e θ13.:228–233

### Astronomia di neutrini e geoneutrini
Le esplosioni di supernovae core-collapse producono grandi quantità di neutrini. Ci si aspettano da 10 a 16 eventi di neutrini in HK per l’esplosione di una supernova nella galassia Andromeda. Per una supernova galattica a una distanza di 10 kpc sono previste circa 50000-94000 interazioni di neutrini in poche decine di secondi. Per Betelgeuse alla distanza di 0,2 kpc, ci si attendono fino a 108 interazioni al secondo e una frequenza di eventi richiede una apposita progettazione del sistema di elettronica e acquisizione dati (DAQ) del rivelatore, in modo che nessun dato possa andare perso. Nel caso di una esplosione galattica i profili temporali del numero di eventi registrati a HK e la loro energia media consentirebbero di testare i diversi modelli di esplosione. Le informazioni direzionali dei neutrini nel rivelatore lontano HK possono fornire un allarme precoce per l'osservazione elettromagnetica della supernova e possono essere utilizzate in altre osservazioni multi-messaggero.:263–280
I neutrini prodotti cumulativamente dalle esplosioni di supernova nel corso della storia dell'universo sono chiamati neutrini relici di supernova (SRN) o fondo di neutrini di supernova diffusa (DSNB) e trasportano informazioni sulla storia della formazione stellare. Il loro basso flusso (poche decine/cm2/sec.) non ha ancora permesso la loro scoperta. Con dieci anni di raccolta dati, si prevede che HK potrà rilevare circa 40 eventi SRN nell'intervallo di energia 16-30 MeV.:276–280
Per i νe solari, gli obiettivi dell'esperimento HK sono: 
- Ricerca di un'asimmetria giorno-notte nel flusso di neutrini, risultante dalle diverse distanze percorse nella materia (durante la notte i neutrini attraversano tutta la Terra prima di entrare nel rivelatore) e quindi dalle diverse probabilità di oscillazione causate dall'effetto materia.[4]:238–244
- Misura della probabilità di sopravvivenza dei neutrini elettronici per energie comprese tra 2 e 7 MeV – cioè tra regioni dominate rispettivamente da oscillazioni nel vuoto e oscillazioni nella materia – che è sensibile a modelli di nuova fisica, come neutrini sterili o interazioni non standard.[4]:238–244[11]
- La prima osservazione dei neutrini del ciclo hep: {\displaystyle {^{3}}{\text{He}}+{\text{p}}\to {^{4}}{\text{He}}+{\text{e}}^{+}+\operatorname {\nu } _{\text{e}}} predetto dal modello solare standard.[4]:238–244
- Confronto del flusso di neutrini con l'attività solare (ad esempio il ciclo solare di 11 anni).[12]

Infine gli studi sui geoneutrini (i geoneutrini sono prodotti nei decadimenti dei radionuclidi all'interno della Terra) di Hyper-Kamiokande aiuteranno a valutare la composizione chimica del nucleo terrestre, che è collegata alla generazione del campo geomagnetico.:292–293

### Decadimento dei protoni
Il decadimento di un protone in particelle subatomiche  più leggere non è mai stato osservato, ma è previsto da alcune teorie della grande unificazione (GUT) e risulta dalla violazione del numero barionico (B). La violazione B è una delle condizioni necessarie per spiegare la predominanza della materia sull'antimateria nell'Universo. I principali canali studiati da HK sono {\displaystyle p^{+}\to e^{+}+\pi ^{0}}, che è favorito da molti modelli GUT, e {\displaystyle p^{+}\to {\bar {\nu }}+K^{+}}, previsto da alcuni modelli teorici tra cui la supersimmetria. Dopo dieci anni di acquisizione dati, (nel caso in cui non si osservi alcun decadimento) si prevede che HK aumenti il limite inferiore della vita media del protone da {\displaystyle 1.6\times 10^{34}} a {\displaystyle 6.3\times 10^{34}} anni per il suo canale di decadimento più sensibile ({\displaystyle p^{+}\to e^{+}+\pi ^{0}})  e da {\displaystyle 0.7\times 10^{34}} a {\displaystyle 2.0\times 10^{34}} anni per il canale {\displaystyle p^{+}\to {\bar {\nu }}+K^{+}}.:26–28,245–257

### Materia oscura
La materia oscura è un'ipotetica forma di materia non luminosa proposta per spiegare numerose osservazioni astronomiche che suggeriscono l'esistenza di una massa invisibile aggiuntiva nelle galassie. Se le particelle di materia oscura interagiscono debolmente, possono produrre neutrini attraverso l'annichilazione o il decadimento. Questi neutrini potrebbero essere visibili nel rivelatore HK come un eccesso di neutrini dalla direzione di grandi potenziali gravitazionali come il centro galattico, il Sole o la Terra, dove la dark matter si potrebbe accumulare, su un fondo isotropo di neutrini atmosferici.:281–286

## Descrizione dell'esperimento
L'esperimento Hyper-Kamiokande consiste in un fascio di neutrini da acceleratore, un insieme di rivelatori vicini, il rivelatore intermedio e il rivelatore lontano (chiamato anche Hyper-Kamiokande). Prima dell’inizio dell'esperimento HK, l'esperimento T2K terminerà la raccolta dei dati e HK prenderà il controllo della sua linea di fascio di neutrini e del set di rivelatori vicini, mentre i rivelatori intermedi e lontani dovranno essere ricostruiti ex novo.

### Fascio di Neutrini
Verrà riutilizzato il fascio di neutrini di T2K, portato alla potenza di 1.3MW.

### Rivelatori vicini
Verranno riutilizzati i rivelatori vicini di T2K.

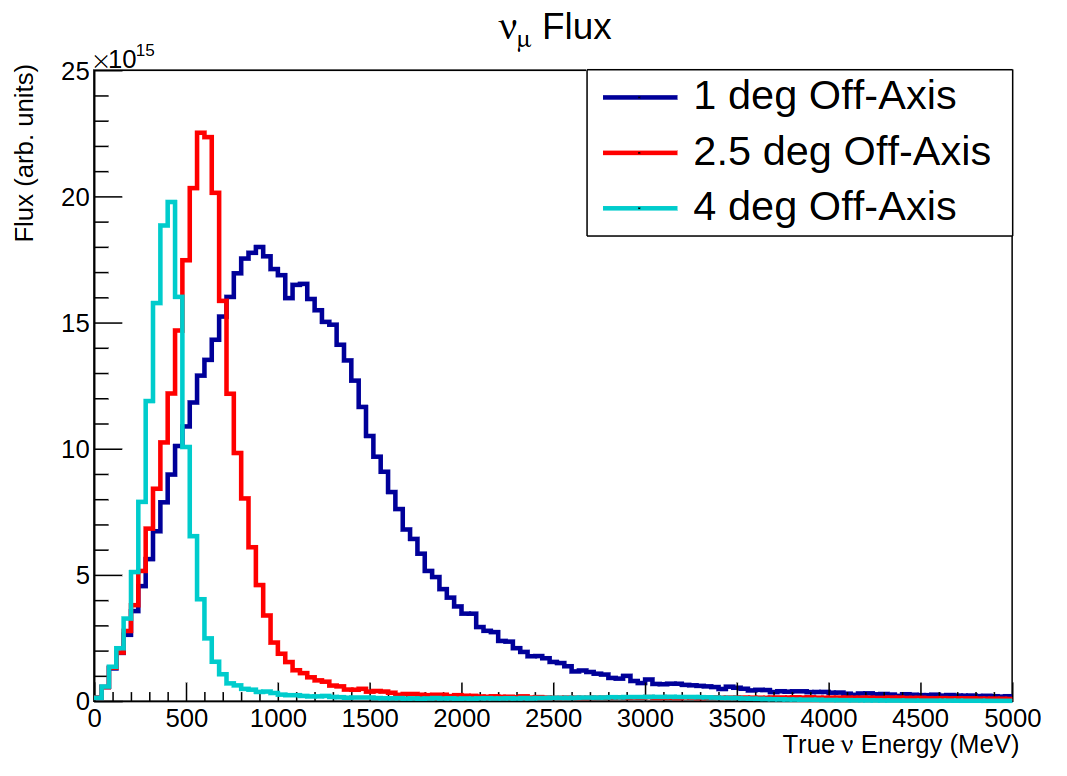
Il flusso di neutrini muonici al rivelatore intermedio IWCD per diversi angoli off-axis

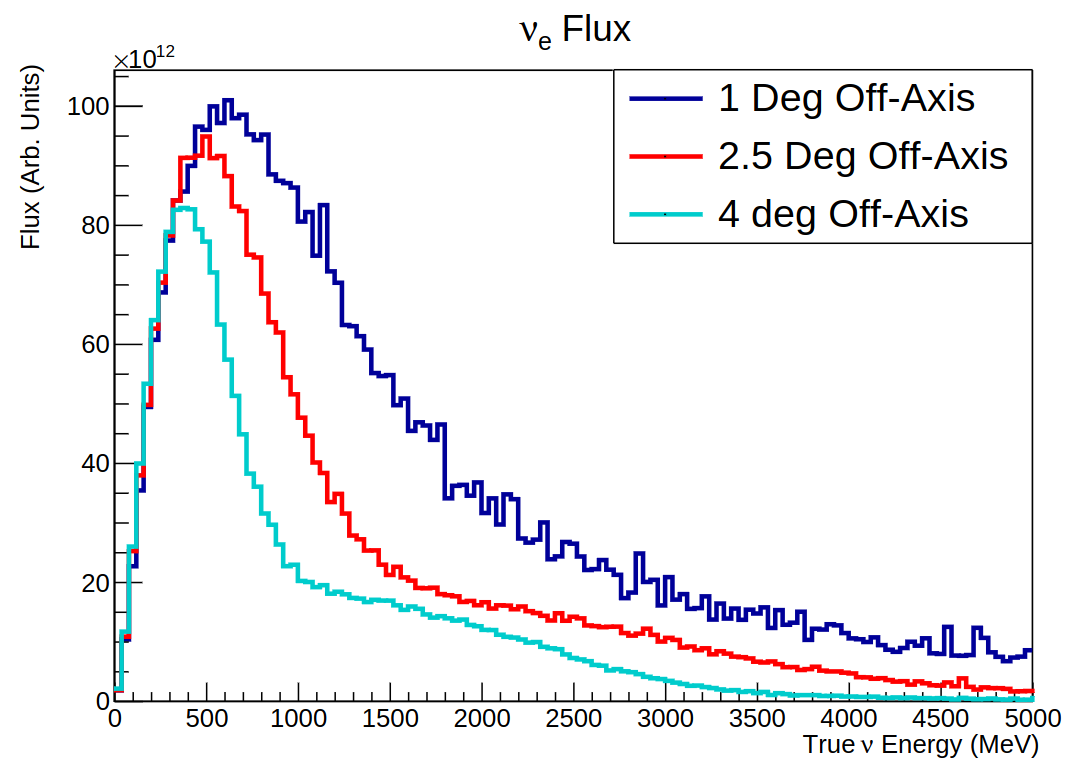
Il flusso di neutrini elettronici al rivelatore intermedio IWCD per diversi angoli off-axis

### Rivelatore Cherenkov a distanza intermedia (IWCD)
L'Intermediate Water Cherenkov Detector (IWCD) sarà situato a una distanza di circa 750 metri dal luogo di produzione dei neutrini. Si tratterà di un cilindro riempito d'acqua di 10 metri di diametro e 50 metri di altezza con una struttura alta 10 metri equipaggiata con circa 400 rivelatori multi-PMT (mPMT), ciascuno costituito da diciannove tubi fotomoltiplicatori (PMT) da 8 centimetri di diametro incapsulati in un recipiente impermeabile. La struttura sarà spostata in direzione verticale da un sistema di gru, fornendo misure delle interazioni dei neutrini a diversi angoli off-axis (angoli rispetto al centro del fascio di neutrini), che vanno da 1° in basso a 4° in alto, e quindi per diversi spettri di energia dei neutrini. Combinando i risultati da diversi angoli off-axis, è possibile estrarre i risultati per lo spettro quasi monoenergetico dei neutrini senza fare affidamento su modelli teorici per ricostruire l'energia dei neutrini. L'utilizzo dello stesso tipo di rivelatore del rivelatore lontano con quasi la stessa accettazione angolare ed energetica consente di confrontare i risultati di questi due rivelatori senza quasi fare affidamento sulle simulazioni di risposta del rivelatore. Questi due fatti, l'indipendenza dall'interazione dei neutrini e i modelli di risposta del rivelatore, consentiranno a HK di ridurre al minimo l'errore sistematico nell'analisi dell'oscillazione. Ulteriori vantaggi di IWCD è la possibilità di cercare modelli di oscillazione sterili per diversi angoli off-axis e la possibilità di ottenere un campione più esteso di interazioni di neutrini elettronici, la cui frazione è maggiore per angoli off-axis più grandi.:47–50

### Il rivelatore Hyper-Kamiokande

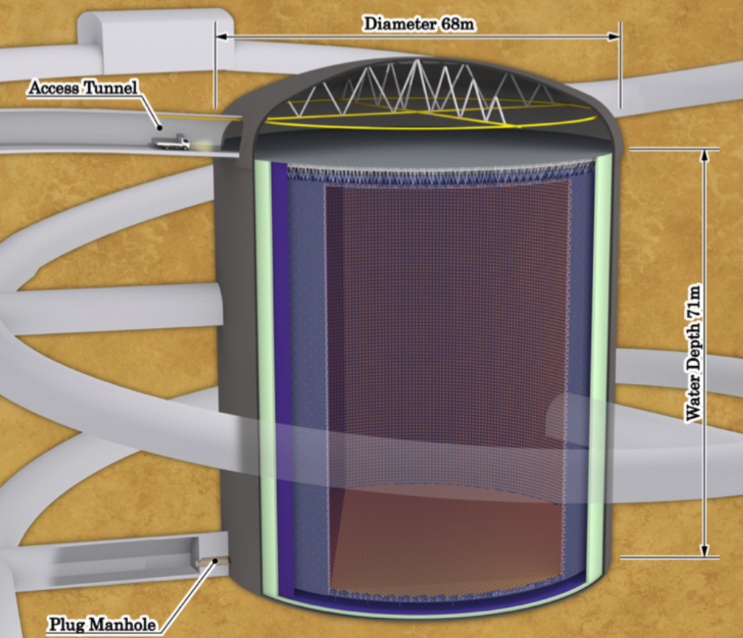
Schema del rivelatore Hyper-Kamiokande

Il rivelatore Hyper-Kamiokande sarà costruito 650 metri sotto la vetta del monte Nijuugo nella miniera di Tochibora, 8 chilometri a sud del rivelatore Super-Kamiokande (SK). Entrambi i rivelatori si troveranno allo stesso angolo off-axis (2,5°) rispetto al centro del fascio di neutrini e alla stessa distanza (295 chilometri) dal luogo di produzione del fascio di J-PARC.:35

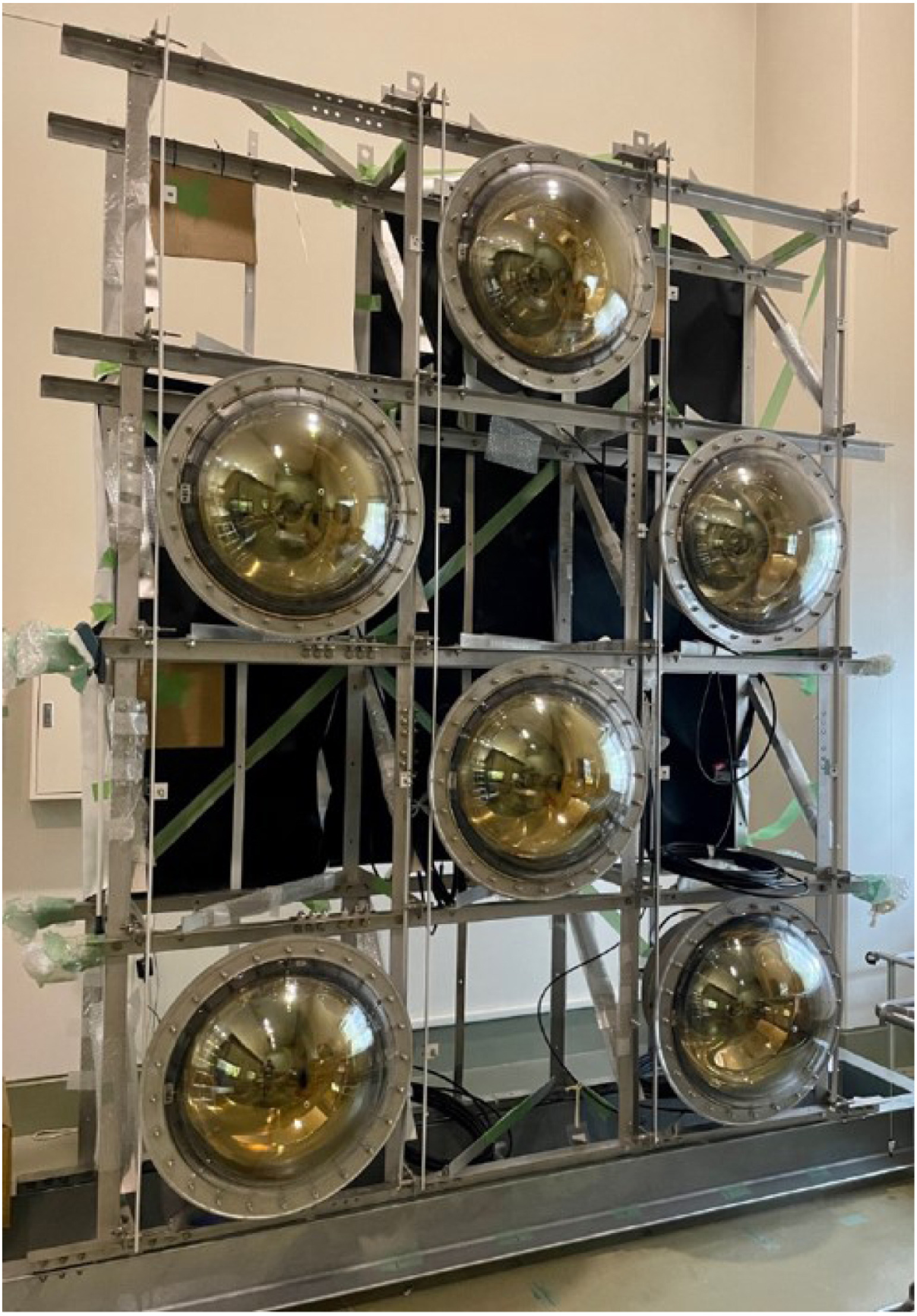
Modello dimostrativo del rivelatore interno di HK con i fototubi R12860

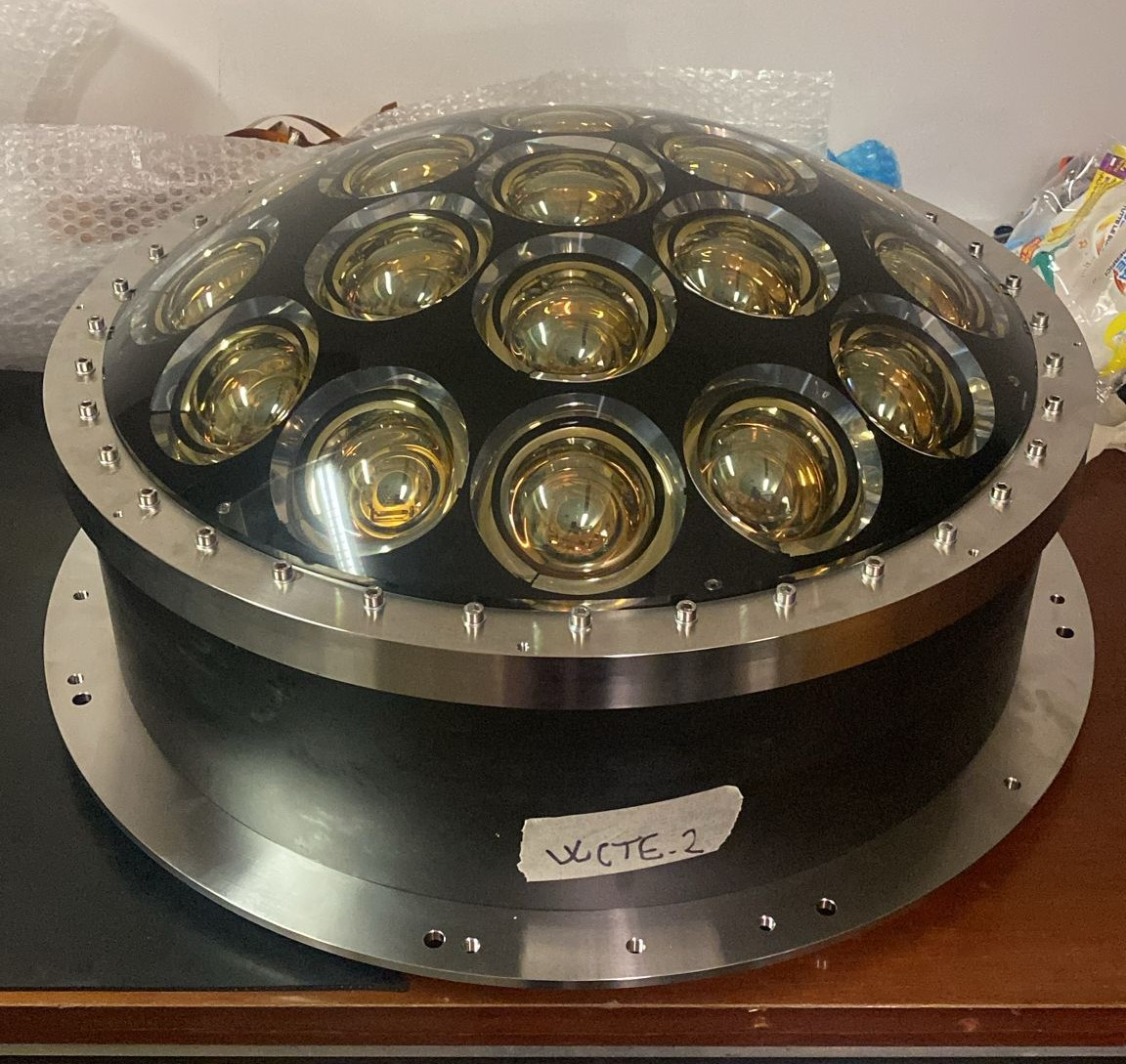
Prototipo di un mPMT per il rivelatore interno di Hyper-Kamiokande

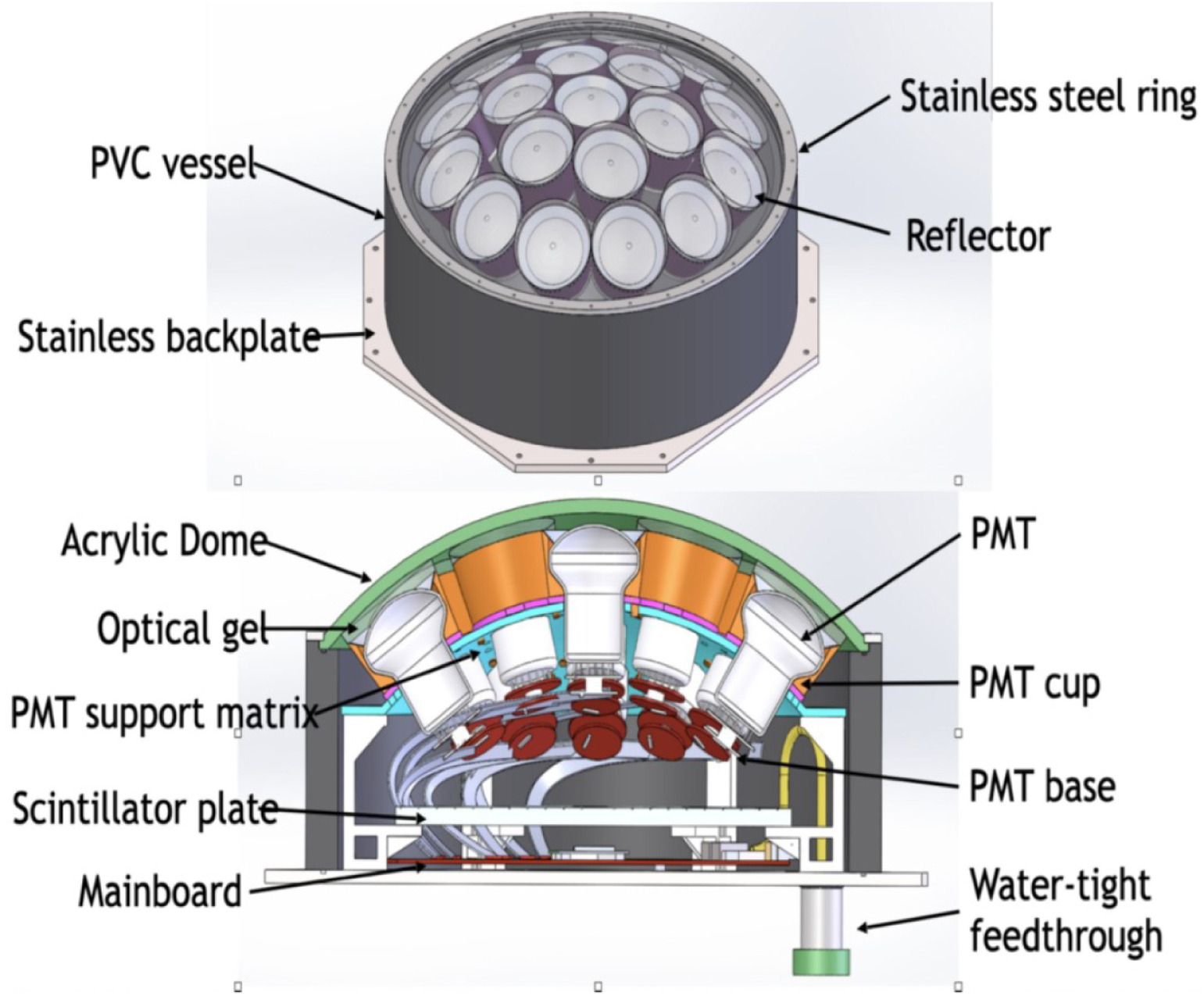
Schema di un mPMT per il rivelatore interno di Hyper-Kamiokande

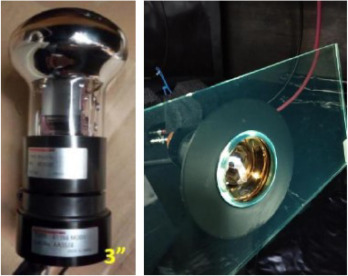
Fototubo da 8cm e WLS (Wavelength-Shifting Fiber) per il rivelatore esterno di Hyper-Kamiokande

HK sarà un rivelatore Cherenkov ad acqua, 5 volte più grande (258 kton d'acqua) del rivelatore SK. Sarà un serbatoio cilindrico di 68 metri di diametro e 71 metri di altezza. Il volume di HK sarà suddiviso in Inner Detector (ID) e Outer Detector (OD) da una struttura cilindrica larga 60 cm, con il bordo esterno posizionato a 1 metro di distanza dalle pareti verticali e a 2 metri di distanza dalle pareti orizzontali del cilindro. La struttura separerà otticamente l'ID dall'OD e conterrà i fotomoltiplicatori (PMT) che guardano sia verso l'interno verso l'ID che verso l'esterno verso l'OD. Nell'ID, ci saranno circa 20000 tubi fotomoltiplicatori di 50 centimetri di diametro di tipo R12860 di Hamamatsu Photonics e circa 800 moduli multi-PMT (mPMT). Ogni modulo mPMT è costituito da diciannove tubi fotomoltiplicatori da 8 centimetri di diametro incapsulati in un recipiente impermeabile. L'Outer Detector sarà equipaggiato con circa 3600 PMT di 8 centimetri di diametro accoppiati con piastre WLS (Wavelength Shifting) da 0,6x30x30 cm3  (le piastre raccoglieranno i fotoni incidenti e li trasporteranno al PMT loro accoppiato) e servirà come veto per distinguere le interazioni che avvengono all'interno del rivelatore dalle particelle che entrano dall'esterno (principalmente muoni di raggi cosmici).

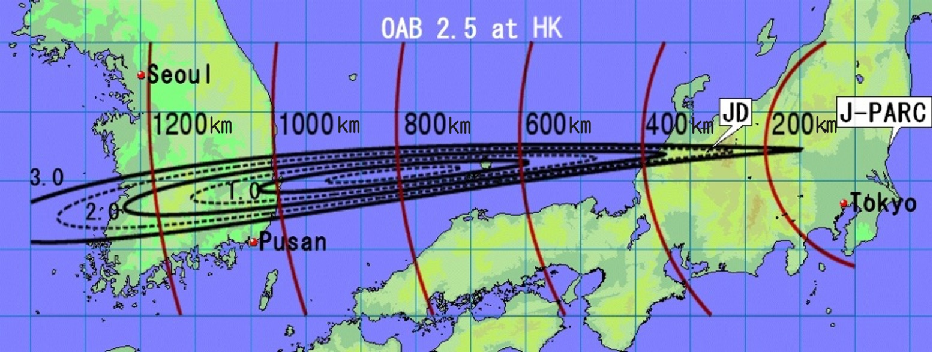
Fascio di neutrini dal Giappone alla Corea

La costruzione del rivelatore HK è iniziata nel 2020 e l'inizio della raccolta dei dati è previsto per il 2027.:24 Sono stati inoltre intrapresi studi sulla fattibilità e sui benefici fisici della costruzione di un secondo rivelatore in Corea del Sud, a circa 1100 km da J-PARC, che potrebbe essere operativo 6 anni dopo il primo rivelatore.

## Storia e programma temporale

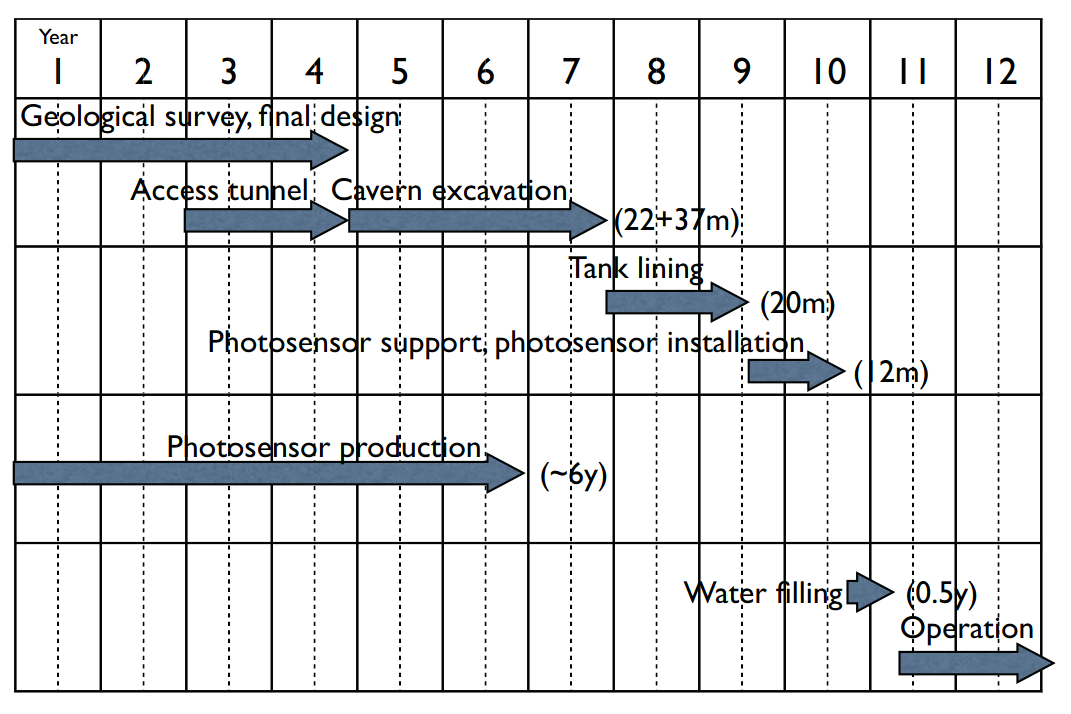
Diagramma del programma temporale di HK

Storia dei rivelatori Cherenkov ad acqua di grandi dimensioni in Giappone e degli esperimenti di oscillazione dei neutrini a lunga linea di base ad essi associati, esclusa HK.
- 1983-1996: Kamiokande (Kamioka Nucleon Decay Experiment), il cui obiettivo principale era la ricerca del decadimento protonico - il predecessore di Super-Kamiokande insignito con il Premio Nobel della Fisica nel 2002[1]
- 1996-oggi:  esperimento Super-Kamiokande - il predecessore dell'esperimento Hyper-Kamiokande, studiando i neutrini da fonti naturali e cercando il decadimento del protone insignito con il Premio Nobel della Fisica del 2015[1]
- 1999-2004: esperimento K2K – il predecessore dell'esperimento T2K
- 2010-oggi: esperimento T2K – il predecessore dell'esperimento Hyper-Kamiokande, che studia le oscillazioni dei neutrini dell'acceleratore

Storia dell'esperimento Hyper-Kamiokande
- Settembre 1999: Presentate le prime idee del nuovo esperimento[22]
- 2000: Il nome "Hyper-Kamiokande" viene utilizzato per la prima volta[23]
- Settembre 2011: sottomissione lettera di intenti[24]
- Gennaio 2015: Protocollo d'intesa per la cooperazione nel progetto Hyper-Kamiokande firmato da due istituzioni ospitanti: ICRR e KEK. Formazione della proto-collaborazione Hyper-Kamiokande[25][26]
- Maggio 2018: Hyper-Kamiokande Design Report[4]
- Settembre 2018: Finanziamento iniziale dal MEXT assegnato nel 2019[27]
- Febbraio 2020: Il progetto è stato ufficialmente approvato da Japanese Diet[5]
- Giugno 2020: Formazione della collaborazione Hyper-Kamiokande
- Maggio 2021: Inizio dello scavo del tunnel di accesso al rilevatore HK[28]
- 2021: Inizio della produzione di massa dei tubi fotomoltiplicatori[29]
- Febbraio 2022: Completamento della costruzione del tunnel di accesso[30]
- Ottobre 2023: Completamento della sezione della cupola della caverna principale del rivelatore HK[31]
- 2027: L'inizio previsto della raccolta dei dati[5]